# Cratere Grandoyne
Grandoyne è un cratere sulla superficie di Giapeto.